# بيانكا كاستيلون
بيانكا كاستيلون (بالإسبانية: Blanca Castellón)‏ (1958، ماناغوا في نيكاراغوا)؛ كاتِبة وشاعرة نيكاراغوية.